# NGC 1490
NGC 1490 est une vaste galaxie elliptique située dans la constellation du Réticule. NGC 1490
a été découverte par l'astronome britannique John Herschel en 1834.

## Caractéristiques
Sa vitesse par rapport au fond diffus cosmologique est de 5 356 ± 8 km/s, ce qui correspond à une distance de Hubble de 79,0 ± 5,5 Mpc (∼258 millions d'al).
À ce jour, une mesure non basée sur le décalage vers le rouge (redshift) donne une distance d'environ 76,800 Mpc (∼250 millions d'al). Cette valeur est à l'intérieur des valeurs de la distance de Hubble. 
NGC 1490 présente une large raie HI.